# 宮尾舜治

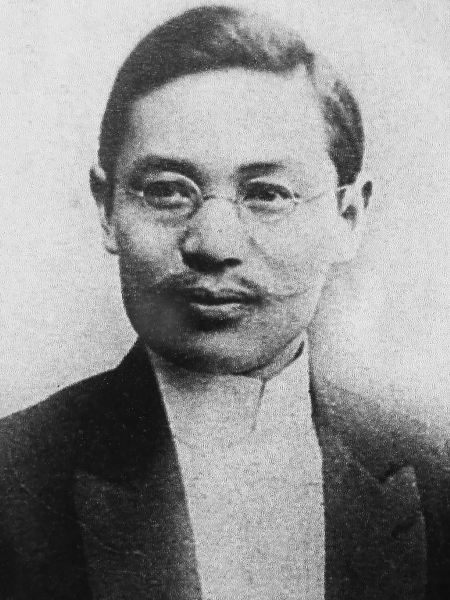
台湾時代
1906年（明治39年）

宮尾 舜治（みやお しゅんじ、1868年2月1日（慶応4年1月8日）- 1937年（昭和12年）4月3日）は、日本の官僚、外地行政官、政治家。官選県知事、貴族院議員、錦鶏間祗候。新潟県出身。

## 来歴
越後国頸城郡広島村の名主・宮尾権九郎の長男として生まれた。父はこののち同村の助役となるが、この村は宮尾家の祖先が開いた地として知られていた。1881年（明治14年）小島荷裳塾に入塾。1886（明治19年）第一高等中学校予科に入学、1889年（明治22年）本科に進学する。下宿の隣家に寄寓していた神戸の瓦煎餅の職人が店の出資者を探しているとの話に興味を持ち、実家の父を説得して資金を出してもらい翌年11月には両国でせんべい屋「紀文堂」を開業したところ、これが大当たりとなって多忙を極めるようになり、そのため学校の方は欠席がかさんで1891年（明治24年）本科2年を落第の憂き目に遭う。このころ取った異名が「せんべい学士」だった。翌年第一高等中学を卒業すると帝国大学法科大学に進み、1896年（明治29年）7月法律学科（独法）を優等で卒業し銀時計を受領した。
同月大蔵省に入省すると、官房第二課に配属された。同年12月には文官高等試験行政科試験に合格。その後、税務監督官、神戸税関監視部長などを歴任した。
1900年（明治33年）4月には台湾総督府に転じ、事務官として民政部税務課に配属。その後、安平税関長兼打狗税関長、淡水税関長、民政部財務局税務課長、専売局長、殖産局長などを歴任し、1910年（明治43年）から 1910年（明治43年）までは鉄道部長事務取扱となった。
1910年（明治43年）9月、内地に戻ると内閣拓務局に移り第一部長に就任、その後第二部長を兼ね、拓務局副総裁などを歴任。1917年（大正6年）7月には再び外地の関東都督府に転じ民政長官となる。
1919年（大正8年）4月、関東都督府が廃止され愛知県知事に発令となり内地にもどる。1921年（大正10年）5月には北海道庁長官に就任、農業の振興に努めた。1923年（大正12年）9月、帝都復興院副総裁に就任し、関東大震災後の東京復興に尽力また一時同院土地整理局長も兼務した。
同年12月に退官すると、国策会社の東洋拓殖総裁に任じられて今度は京城に移り、翌年11月まで務めた後、1928年（昭和3年）12月には東拓総裁に再任され、1930年（昭和5年）12月までこれを務めた。1932年（昭和7年）9月27日、錦鶏間祗候を仰せ付けられた。
1934年（昭和9年）7月3日、貴族院勅選議員に勅任され、研究会に属して死去するまで在任した。最晩年は東京市会に関わり、市政革新同盟に乞われて1937年（昭和12年）3月の選挙に立候補、当選を果たしたが、その直後に持病の糖尿病が悪化し肺炎を併発して死去した。墓所は多磨霊園。

## 栄典
位階
- 1913年（大正2年）8月20日 - 正四位[13]

勲章等
- 1930年（昭和5年）12月5日 - 帝都復興記念章[14]

## 著作・伝記
- 著書
  - 『統制原理としての厚生経済』曠台社、1937年。
- 翻訳書
  - ド・エツカ『平和的なる海外発展地モザンビク - 葡領東阿弗利加』日本移民協会、1928年。
- 伝記
  - 黒谷了太郎編『宮尾舜治伝』吉岡荒造、1939年。

## ギャラリー

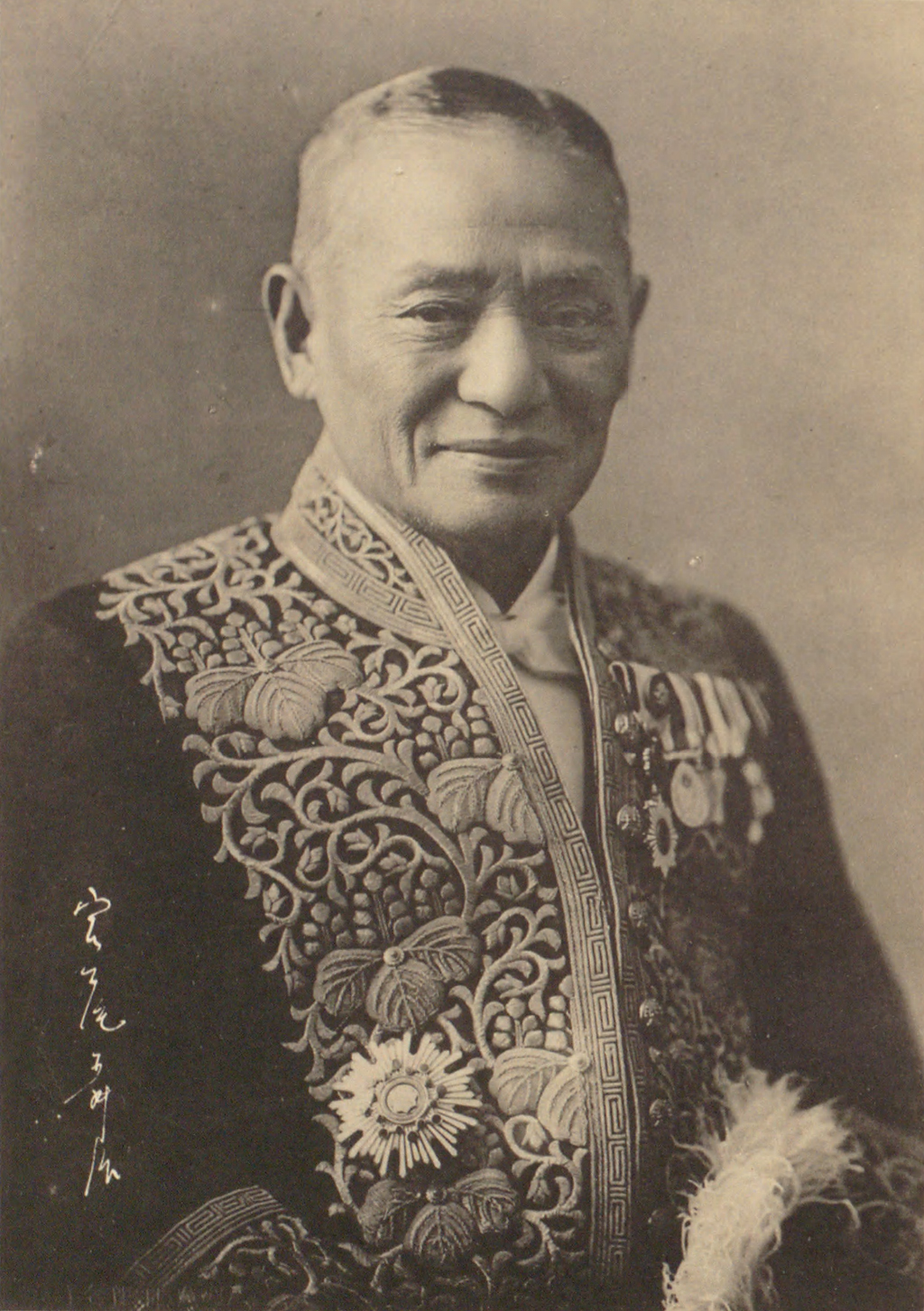
晩年の宮尾

| 公職            | 公職                                | 公職          |
| --------------- | ----------------------------------- | ------------- |
| 先代 大島久満次 | 台湾総督府民政長官 事務取扱：1910年 | 次代 内田嘉吉 |
| 先代 渡辺勝三郎 | 東洋拓殖総裁 1928年 - 1930年        | 次代 菅原通敬 |